# George Packer
George Packer (Santa Clara, Califòrnia, 13 d'agost de 1960) és periodista i escriptor estatunidenc. Des de l'any 2003 treballa per a The New Yorker, publicació per a la qual ha escrit sobre la guerra de l'Iraq, els conflictes de Sierra Leone i Costa d'Ivori, sobre la ciutat de Lagos i, també, sobre qüestions de contrainsurgència a escala global. El seu llibre Assassin's Gate: America in Iraq va obtenir diferents premis i va ser considerat un dels millors deu llibres del 2005 per The New York Times Book Review. També ha escrit les novel·les The Half Man (1991) i Central Square (1998) i les obres de no-ficció Blood of the Liberals (2001) i The Village of Waiting (2001). El seu darrer llibre, The Unwinding: An Inner History of the New America (2013) ha estat guanyador del Premi Nacional del Llibre de No-ficció i va ser reconegut per diferents mitjans com el millor llibre del 2013. George Packer és també l'editor i el compilador dels assajos de George Orwell Facing Unpleasant Facts (2007) i All Art is Propaganda (2007).

## Obra publicada

### Llibres
- The Village of Waiting (1988). New York: Farrar, Straus and Giroux (1st Farrar edition, 2001). Pb. ISBN 0-374-52780-6
- The Half Man (1991). Random House ISBN 0-394-58192-X
- Central Square (1998). Graywolf Press ISBN 1-55597-277-2
- Blood of the Liberals (2000). Farrar, Straus and Giroux ISBN 0-374-25142-8
- The Fight is for Democracy: Winning the War of Ideas in America and the World (2003, com a editor). Harper Perennial. Pb. ISBN 0-06-053249-1
- The Assassins' Gate: America in Iraq (2005). Farrar, Straus and Giroux 2005 ISBN 0-374-29963-3
- Betrayed: A Play (2008). Faber & Faber
- Interesting Times: Writings from a Turbulent Decade (2009). ISBN 978-0-374-17572-6
- The Unwinding: An Inner History of the New America (2013). ISBN 978-0-374-10241-8

### Assajos i reportatges
- Packer, George «Long engagements». The New Yorker, 89, 1, 1 febrer 1–18, 2013, pàg. 31–32 [Consulta: 14 juny 2014].
- Packer, George «Conflicting interests». The New Yorker, 89, 21, 22-07-2013, pàg. 21-22 [Consulta: 29 octubre 2014].
- Packer, George «Negotiating Syria». The New Yorker, 89, 30, 30-09-2013, pàg. 21-22 [Consulta: 9 febrer 2015].
- Packer, George «The holder of secrets : Laura Poitras's closeup view of Edward Snowden». The New Yorker, 90, 32, 20-10-2014, pàg. 50-59 [Consulta: 23 desembre 2014].

## Premis i reconeixements
- Premi Nacional del Llibre de No-ficció 2013, The Unwinding[2][3]
- Nominació al Premi del Cercle de Crítics Nacional del Llibre 2013 (No-ficció) per The Unwinding[4][5]